# Reguła śruby prawoskrętnej

Prędkość kątowa jest wielkością wektorową ω, której kierunek pokrywa się z osią obrotu, a zwrot jest zgodny z regułą śruby prawoskrętnej

Reguła śruby prawoskrętnej (reguła korkociągu) – reguła określająca umowny zwrot wektorów związanych z ruchem obrotowym. W matematyce służy do ustalenia zwrotu wektora na osi OZ w kartezjańskim układzie współrzędnych, szczególnie w przypadku obrazowania przestrzeni trójwymiarowej na powierzchni. Reguła ta jest stosowana przy ustalaniu zwrotu wektora c będącego wynikiem iloczynu wektorowego.
{\displaystyle {\vec {c}}={\vec {a}}\times {\vec {b}}}
Gdy mnożymy wektor a przez b, przekręcamy śrubę w takim kierunku, abyśmy wykonywali obrót od wektora a do wektora b po mniejszym kącie.
Jeżeli hipotetyczna śruba ma gwint prawoskrętny (tak jak większość typowych gwintów), to wkręca się (oddala się od nas), gdy kręcimy nią w prawo, zgodnie z ruchem wskazówek zegara i tak jest skierowany wektor c. Rozpatrując związany ze śrubą układ współrzędnych widzimy, iż jej oś OZ również jest skierowana od nas. Oznacza to, że zwrot wektora utożsamianego ze śrubą (skierowanego zgodnie z kierunkiem wkręcania śruby) jest skierowany w głąb. Wektor taki na wykresie oznacza się często za pomocą znaku {\displaystyle \bigotimes }. Jeżeli skierowany jest w przeciwną stronę, czyli w stronę obserwatora używa się znaku {\displaystyle \bigodot }.
Według tej zasady określa się m.in. kierunek pola magnetycznego wywołanego przepływem prądu elektrycznego. Zwrot linii pola magnetycznego jest zgodny z kierunkiem obrotu śruby (rączki korkociągu), natomiast śruba umieszczona wzdłuż przewodnika przemieszcza się ruchem postępowym zgodnym z kierunkiem płynącego prądu. Z kolei w przewodniku kołowym, gdy wykona się obrót zgodny z kierunkiem prądu, wówczas ruch śruby wskaże zwrot pola magnetycznego.